# Amazonina conspersa
Amazonina conspersa är en kackerlacksart som först beskrevs av Brunner von Wattenwyl 1865.  Amazonina conspersa ingår i släktet Amazonina och familjen småkackerlackor. Inga underarter finns listade i Catalogue of Life.